# 1924년 동계 올림픽
1924년 동계 올림픽(영어: 1924 Winter Olympics, 프랑스어: Jeux olympiques d'hiver de 1924), 공식적으로는 제1회 동계 올림픽(영어: I Olympic Winter Games, 프랑스어: Iers Jeux olympiques d'hiver)은 프랑스 샤모니에서 개최되었다.
원래 1924년 파리 하계 올림픽과 연계하여 개최된 이 대회는 1924년 1월 25일부터 2월 5일까지 프랑스 샤모니의 몽블랑산 기슭과 오트사부아주에서 열렸다. 이 대회는 프랑스 올림픽 위원회가 주최했으며, 원래는 “국제 동계 스포츠 주간”으로 간주되었다. 이 대회의 성공으로 국제 올림픽 위원회는 “첫 번째 동계 올림픽”으로 소급해서 지정했다.
하계 올림픽과 같은 해에 동계 올림픽을 개최하는 전통은 1992년까지 이어졌고, 그 이후에는 하계 올림픽이 열린 2년 후에 동계 올림픽을 개최하는 현재의 관행이 시작되었다.
피겨스케이팅은 런던과 안트베르펜에서 열린 하계 올림픽 종목이었고, 아이스하키도 안트베르펜의 올림픽 종목이었지만, 동계 스포츠는 항상 계절에 따라 개최 시기가 제한되었다. 1921년 스위스 로잔에서 열린 IOC 총회에서 동계 스포츠에 대한 평등한 대우가 제기되었고, 많은 논의 끝에 1924년 샤모니에서 "국제 동계 스포츠 주간"을 개최하기로 결정했다.

## 하이라이트

### 2일차
미국의 찰스 주트로가 스피드 스케이팅 남자 500m에서 우승을 해서 첫 동계올림픽 금메달을 땄다.

### 4일차
소냐 헤니가 11살이라는 어린 나이에 피겨 스케이팅 여자 싱글 경기를 참가했다. 경기에서 꼴찌를 기록하긴 했지만 팬들 사이에서 유명해졌으며 다음 3번의 올림픽에서 3개의 금메달을 따냈다.

### 6일차
일리스 그라프스트룀은 피겨스케이팅 남자 싱글에서 금메달을 따서 하계 올림픽에서 금메달을 따내고 동계 올림픽에서 동일 종목의 타이틀을 지켜내는 것을 성공한 유일한 선수가 되었다.

### 8일차
캐나다의 아이스하키 팀이 예선전에서 스위스, 체코슬로바키아, 스웨덴, 영국을 꺾고, +107의 골득실을 기록(110/3), 본선 진출에 성공했다.

### 10일차
일리스 그라프스트룀이 금메달을 따낸 피겨 스케이팅처럼 아이스하키도 1920년 하계 올림픽의 종목이었으며 캐나다는 전 대회(1920년)에 이어서 타이틀 방어에 성공, 하계 올림픽에서 우승을 한 종목을 동계 올림픽에서도 우승을 하는 것에 성공했다. 캐나다는 초기 동계 올림픽(1920년 대회 포함) 7번의 대회 중 6번이나 금메달을 땄으며 나머지 1번은 은메달이었다.

### 에필로그
1925년에 IOC는 동계 올림픽을 매 4년마다 열기로 결정했으며 《주간 국제 동계 스포츠》(International Winter Sports Week)에서도 이 대회를 첫 번째 동계 올림픽으로 인정했다.
1974년에 1924년 동계 올림픽의 마지막 메달이 수여되었다. 그 때까지 스키 점프에서 4위로 기록된 앤더스 하우겐이 동메달을 받았다. 그 전까지는 50년이 지나도록 톨레이프 하우그가 3위를 한 선수로 알려져 있었다.
2006년에 IOC는 1924년 대회에 컬링 종목에 참가한 팀에게 메달을 수여했다. 글래스고 헤럴드 지에서 한 가족이 영국 대표로 출전한 컬링 대표팀을 대신해서 의의를 제기했으며 IOC는 컬링이 이 대회에서 정식 종목이라고 결정했다.

## 경기장
- 라 피스트 데 봅슬레이 데 펠랭
- 스타드 올림피크 데 샤모니

## 경기

### 참가국
첫 번째 동계 올림픽에서는 총 16개국이 참가했다.
| - 오스트리아 (4) - 벨기에 (18) - 캐나다 (12) - 체코슬로바키아 (27) - 핀란드 (17) - 프랑스 (43) (개최국) - 영국 (44) - 헝가리 (4) |  | - 이탈리아 (23) - 라트비아 (2) - 노르웨이 (14) - 폴란드 (7) - 스웨덴 (31) - 스위스 (30) - 미국 (24) - 유고슬라비아 (4) |

 에스토니아에서도 한 명의 선수가 스피드 스케이팅에 참가 신청은 했으나 경기에 참가하지는 않았다.

### 정식 종목
| - 노르딕 복합 - 밀리터리 패트롤 - 봅슬레이 - 스키점프 - 스피드 스케이팅 |  | - 아이스하키 - 컬링 - 크로스컨트리 스키 - 피겨 스케이팅 |

## 메달 집계
| 순위 | 국가       | 금메달 | 은메달 | 동메달 | 합계 |
| ---- | ---------- | ------ | ------ | ------ | ---- |
| 1    | 노르웨이   | 4      | 7      | 6      | 17   |
| 2    | 핀란드     | 4      | 4      | 3      | 11   |
| 3    | 오스트리아 | 2      | 1      | 0      | 3    |
| 4    | 스위스     | 2      | 0      | 1      | 3    |
| 5    | 미국       | 1      | 2      | 1      | 4    |
| 6    | 영국       | 1      | 1      | 2      | 4    |
| 7    | 스웨덴     | 1      | 1      | 0      | 2    |
| 8    | 캐나다     | 1      | 0      | 0      | 1    |
| 9    | 프랑스     | 0      | 0      | 3      | 3    |
| 10   | 벨기에     | 0      | 0      | 1      | 1    |